# والتر س. وينسلو
والتر س. وينسلو (بالإنجليزية: Walter C. Winslow)‏ هو محامي وقاضي أمريكي، ولد في 29 أكتوبر 1882 في سايلم في الولايات المتحدة، وتوفي بنفس المكان في 23 مايو 1962.